# Marc Berdoll
Marc Berdoll (ur. 6 kwietnia 1953 w Trélazé) – francuski piłkarz występujący na pozycji napastnika.

## Kariera sportowa
W latach 1973–1979 rozegrał 16 meczów i strzelił 5 goli w reprezentacji Francji. Wystąpił na Mistrzostwach Świata 1978.